# Birkenau 12 (München)

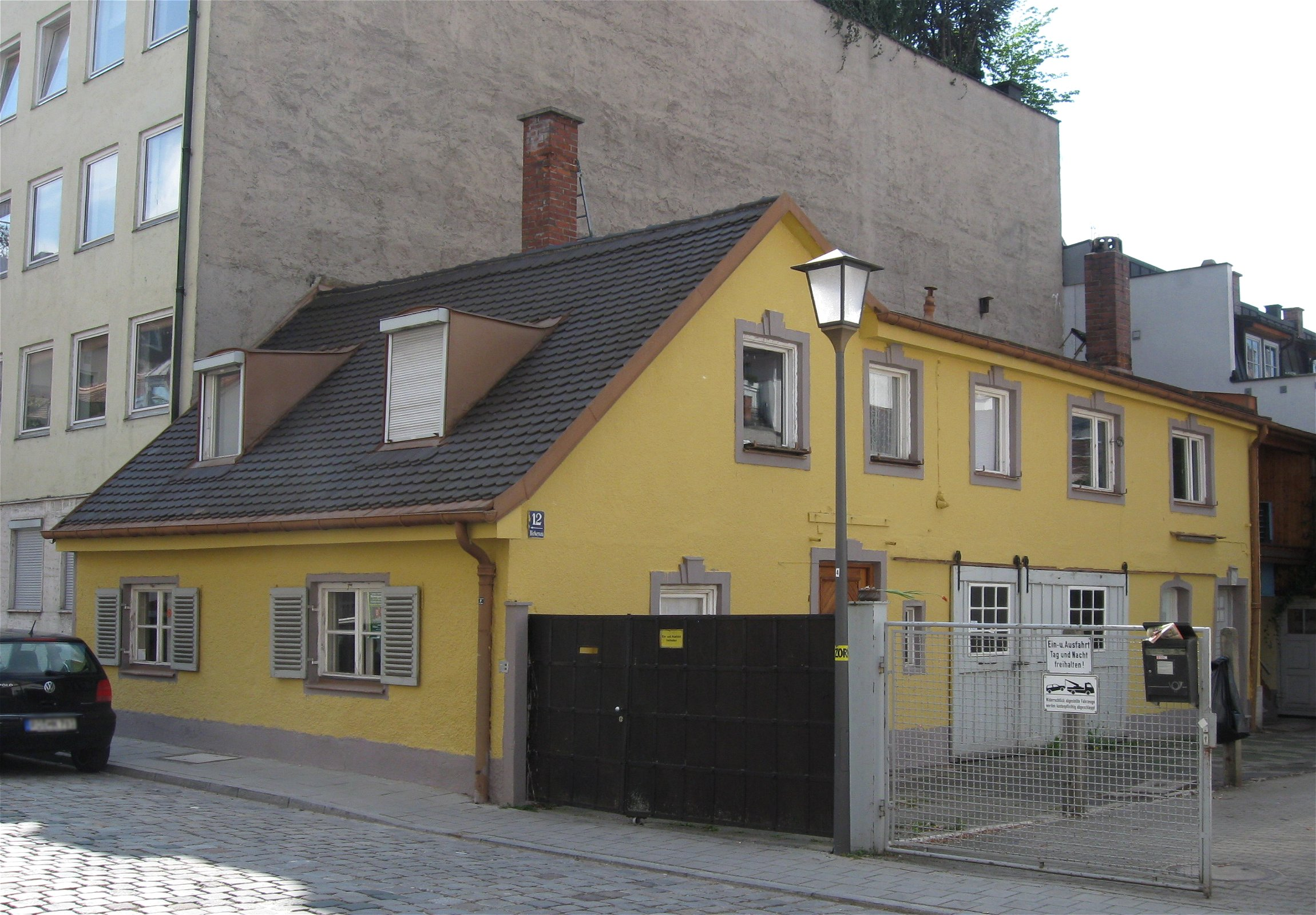
Birkenau 12

Die Birkenau 12 war ein Kleinhaus im Münchner Stadtteil Untergiesing.
Das Kleinhaus war erdgeschossig und um 1840/45 erbaut. Das Kutscherhaus wurde im Sommer 2011 abgerissen, nachdem es 2009 von der Denkmalliste gestrichen wurde. Begründet wurde dies von der Oberen Denkmalschutzbehörde mit baulichen Veränderungen, die allerdings schon vor der Aufnahme in die Denkmalliste vorgenommen wurden. Als die Abrisspläne bekannt wurden, versuchte eine Bürgerinitiative „Rettet die Birkenau“ dies vergeblich zu verhindern und sammelte 1250 Unterschriften.